# Lothar (Vorname)
Lothar ist ein männlicher Vorname.

## Herkunft und Bedeutung
Hlothar mit [h], dann auch mit rauem Anlaut [ɧ], oder [χ] Chlotar geschrieben, setzt sich zusammen aus den beiden althochdeutschen Wörtern hlut „laut, Lärm“ und heri „das Heer, der Krieger“.

## Verbreitung
Chlothar ist ein häufiger Herrschername, der vor allem unter den Merowingern verbreitet war (Chlothar I., Chlothar II., Chlothar III. und Chlothar IV.), und findet sich auch im Frankenteilreich (Vertrag von Verdun 843) Lotharingia, aus dem sich der Name Lothringen (altfrz. Lothier, modern Lorraine) ableitet.

## Varianten
Varianten des Namens sind:
- lateinisch Chlotharius, Clotharius, Lotharius
- deutsch Hlothar, Chlothar, Chlotar, Lotar, Lother
- englisch Clothair, Lothair
- französisch Clotaire, Lothaire
- italienisch Clotario, Lotario, Lottario, Lotterio
- portugiesisch Clotário, Lotário

Diese Formen sind auch familiennamensbildend.
Eine französische weibliche Form ist Lorraine.

## Namensträger
Eine Liste der Herrscher namens Lothar findet sich unter der heutigen Namensform.

### Einzelname
- Lothar von Hochstaden († 1194), Bischof von Lüttich und Reichserzkanzler
- Lothar von Minden († 927), Bischof von Minden
- Lothar von Séez (≈685–756), Bischof von Séez

### Vorname
- Lothar Abend (* 1944), deutscher Boxer
- Lothar Ahrendt (* 1936), deutscher Politiker (SED)
- Lothar Binding (* 1950), deutscher Politiker
- Lothar Bisky (1941–2013), deutscher Politiker
- Lothar Buchmann (1936–2023), deutscher Fußballspieler und -trainer
- Lothar Claesges (1942–2021), deutscher Radsportler
- Lothar Emmerich (1941–2003), deutscher Fußballspieler
- Lothar Gaa (1931–2022), deutscher Politiker (CDU)
- Lothar Koenigs (* 1965), deutscher Dirigent
- Lothar König (1906–1946), deutscher Ordensgeistlicher, Theologe und Widerstandskämpfer
- Lothar König (* 1944), deutscher Politiker (CDU, REP)
- Lothar König (1954–2024), deutscher evangelischer Pfarrer
- Lothar Körner, bürgerlich Lothar Zahn (1883–1961), deutscher Schauspieler und Regisseur
- Lothar Kurbjuweit (* 1950), deutscher Fußballspieler
- Lothar Lang (1928–2013), deutscher Kunsthistoriker und -kritiker, Ausstellungskurator
- Lothar Loewe (1929–2010), deutscher Journalist und Rundfunkintendant
- Lothar de Maizière (* 1940), deutscher CDU-Politiker
- Lothar Matthäus (* 1961), deutscher Fußballspieler und -trainer
- Lothar Metz (General) (1908–1975), deutscher Brigadegeneral
- Lothar Metz (Ringer) (1939–2021), deutscher Ringer, Olympiasieger
- Lothar Meyer (1830–1895), deutscher Chemiker
- Lothar Michel (1929–1996), deutscher Psychologe und Hochschullehrer
- Lothar Neukirchner (* 1959), deutscher Motorradrennfahrer
- Lotar Olias (1913–1990), deutscher Komponist
- Lothar von Richthofen (1894–1922), deutscher Kampfpilot im Ersten Weltkrieg
- Lothar Rühl (* 1927), deutscher Politikwissenschaftler, Journalist, Publizist und Staatssekretär
- Lothar Ruppert (1933–2011), deutscher Theologe
- Lotar Schleener (1927–2014), deutscher Tischtennisspieler
- Lothar Schneider (1939–2019), deutscher Ringer
- Lothar Schneider (* 1943), deutscher Karikaturist
- Lothar Schneider (* 1953), deutscher Fußballspieler
- Lothar Schünemann (* 1938), deutscher Endurosportler
- Lothar Späth (1937–2016), deutscher Politiker (CDU)
- Lothar Steinbach (* 1937), deutscher Historiker und Hochschullehrer
- Lothar von Trotha (1848–1920), deutscher General
- Lothar Ulsaß (1940–1999), deutscher Fußballspieler
- Lothar Wieler (* 1961), deutscher Tierarzt und Präsident des Robert-Koch-Instituts
- Lothar Zenetti (1926–2019), deutscher römisch-katholischer Theologe und Schriftsteller